# Justicia amblyosepala
Justicia amblyosepala är en akantusväxtart som beskrevs av Ding Fang och H.S. Lo. Justicia amblyosepala ingår i släktet Justicia och familjen akantusväxter. Inga underarter finns listade i Catalogue of Life.